# Busenberg
Busenberg település Németországban, Rajna-vidék-Pfalz tartományban. Lakosainak száma 1167 fő (2023. december 31.).

## Népesség
A település népességének változása:
| Lakosok száma | 1288 | 1196 | 1171 | 1187 | 1187 | 1167 |
|               | 1975 | 2017 | 2019 | 2021 | 2022 | 2023 |